# Jan Lewandowski (historyk)
Jan Zbigniew Lewandowski (ur. 1944 w Łanach, zm. 19 czerwca 2023) – polski historyk, profesor nauk humanistycznych.

## Życiorys
Ukończył studia historyczne na Uniwersytecie Marii Curie-Skłodowskiej w Lublinie (1967). Doktorat o organizacji okupacji austriackiej w Królestwie Polskim w latach 1914–1918 obronił w 1974. Habilitował się w 1984 na postawie społeczeństwa Królestwa Polskiego wobec monarchii habsburskiej w latach 1914–1918. W 1997 otrzymał tytuł profesora nauk humanistycznych.
Specjalizował się w historii nowożytnej i najnowszej. Z UMCS związany zawodowo w latach 1968–2015. Był wicedyrektorem (1983–1986, 1994–1996) oraz dyrektorem (1986–1987, 2000–2003) Instytutu Historii Uniwersytetu Marii Curie-Skłodowskiej w Lublinie. Pełnił funkcję kierownika Zakładu Historii Polski XIX wieku UMCS. 
Pracował m.in. w Wojewódzkiej i Miejskiej Bibliotece Publicznej im. Hieronima Łopacińskiego (1967–1968), Państwowej Wyższej Szkole Zawodowej w Chełmie (2004–2014), Wyższej Szkole Gospodarki Krajowej w Kutnie (2015–2019). Wykładał historię i literaturę polską na Uniwersytecie w Tartu (1996–1998) i Uniwersytecie Pedagogicznym w Tallinie (1998). Był przewodniczącym Komisji Historycznej (1992–1995) oraz Wydziału Humanistycznego (1997–2007) Lubelskim Towarzystwie Naukowego, wiceprzewodniczącym Zarządu Głównego Polskiego Towarzystwa Studiów Żydowskich (1998–2004), członkiem Rady Naukowej w Instytucie Europy Środkowo-Wschodniej w Lublinie (2003–2012), przewodniczącym Komisji Historycznej przy Lubelskim Oddziale PAN i redaktorem naczelnym „Teki Komisji Historycznej” (2006–2010). 
Mąż Romany (pedagożki), ojciec Łukasza i Anny. 
Został pochowany 23 czerwca 2023 na cmentarzu przy ulicy Lipowej w Lublinie.

## Odznaczenia
- Złoty Krzyż Zasługi (1989)
- Order Białej Gwiazdy V klasy (Estonia 2002)
- Medal Komisji Edukacji Narodowej (2002)
- Krzyż Kawalerski Orderu Odrodzenia Polski (2005)
- Medal „Societas Scientiarum Lublinensis – Meritus” (2006)
- Medal „Mickiewicz-Puszkin” (2007)

## Ważniejsze publikacje
- Królestwo Polskie pod okupacją austriacką 1914–1918 (1980)
- Polacy w Szwajcarii (1981)
- Królestwo Polskie wobec monarchii austrowęgierskiej w latach 1914–1918 (1983)
- Królestwo Polskie wobec Austro-Węgier: 1914–1918 (1986)
- Na pograniczu. Polityka władz państwowych wobec unitów Podlasia i Chełmszczyzny 1772–1875 (1996)
- Estonia (2001)
- Historia Estonii (2002)